# Protagonist tăcut
Un protagonist tăcut este un tip de protagonist care nu vorbește sau/și nu au dialog, cu excepții de interjecții ocazionale sau fraze scurte. Niște protagoniști tăcuți au avut doar dialog din cauza că jocurile video foarte vechi nu au avut tehnologia să adauge voci la personaje și doar au rămas cu dialoguri. 
Cei mai populari protagoniști tăcuți din jocuri video sunt: Link, Gordon Freeman, Claude etc.